# 中華民國軍人之友社
中華民國軍人之友社（英語：
、簡稱軍友社）是中華民國國防部在臺灣成立的非政府團體，於1951年（民國40年）10月31日成立。 其宗旨為：「效忠國家，服務三軍」，進行敬軍捐獻、勞軍活動、全民國防以及與中華民國國軍官兵有關的社會公益等活動。其下經營國軍英雄館等旅館及餐廳。

## 歷史
軍友社在蔣經國擔任國防部總政治作戰部主任時籌組。其任務包括：
1. 策動敬軍捐獻，支援軍隊作戰。
2. 辦理勞軍服務，鼓舞三軍士氣。
3. 加強愛民工作，鞏固軍民團結。

1974年（民國63年）6月1日，軍友社奉中華民國內政部核發「台內社字第591720號」立案證書，成為「非營利公益性社團法人」，目的事業主管機關為中華民國國防部，具備半官方色彩。
在台灣戒嚴時期，自1955年開始，在無法源依據下，政府對進出口結匯強制徵收勞軍捐，直到1989年七月停徵。勞軍捐所得，分別交給軍友社、進出口公會與婦聯會三個單位使用，但這三個單位的帳目從未對外公開。在中華民國財政部特許下，軍友社擁有的土地，只要經過地方政府同意，就可不需要繳交地價稅。其經營的旅館及餐廳，如國軍英雄館，也不需要繳交營利事業所得稅。此外，對軍友社撥用許多國有土地，無償使用。

## 組織
- 國軍英雄館，係依據《國軍服務作業單位及國軍英雄館管理辦法》，由社團法人中華民國軍人之友社於各地區設置之。[4]

## 爭議事件

### 土地糾紛
台北國軍賓館
1965年，軍友社以「反攻大陸，亟需民間支持」為由，遊說台北市家畜公會出資興建台北國軍賓館，交由軍友社使用。1988年，軍友社搬遷，將原址分層出租。家畜公會認為，原址已非供中華民國國軍使用，而是用於營利，要求收回大樓所有權，並提出訴訟。軍友社認為原合約載明，原址可使用直到光復大陸之後，拒絕交還。2015年，臺灣臺北地方法院一審判決軍友社敗訴，應返還房屋。
屏東軍人之友社
屏東軍人之友社的用地，位於屏東市的百貨商圈。原是日治時期武德殿（臺灣的武德殿）所在，在中華民國接收台灣時，土地由軍方接管使用。在軍友社成立後，軍友社無償借用了此地，但沒有辦理法定程序，直到前縣長柯文福時，方才簽發無償借用公文。在前縣長曹啟鴻時代，曾經希望取回此地，但未有結果。2015年6月，屏東縣長潘孟安要求軍友社在年底前返還土地，並要求清點列為歷史建築的武德殿保存狀況。軍友社回應，已將此地出租給便利商店及火鍋店，租金由軍方收取，需要等到民間租約結束之後才能返還土地。

## 外部連結
- 中華民國軍人之友社官網 （页面存档备份，存于）（中文）（英文）